# 克里斯托弗·哥伦布·兰德尔

克里斯托弗·哥伦布·兰德尔

克里斯托弗·哥伦布·兰德尔（Christopher Columbus Langdell，1826年5月22日—1906年7月6日）是一位美国法学家，他具有英格兰和苏格兰-爱尔兰血统。曾于1870年至1895年間担任哈佛法学院院长。  1870年，他当选美国文理科学院院士